# Muirfield Golf Club
Muirfield ist einer der regelmäßigen Austragungsplätze der British Open und gleichzeitig die Heimat der The Honourable Company of Edinburgh Golfers. Der Platz befindet sich in der Ortschaft Gullane, East Lothian, Schottland, und bietet einen Ausblick auf den ostschottischen Meeresarm Firth of Forth.
Neben der bisher 16-fachen Austragung der British Open war Muirfield auch Gastgeber der Britischen Amateurmeisterschaften sowie 1973 des Ryder Cups, des Walker Cups 1959 und 1979 sowie 1952 und 1984 des Curtis Cups.
Im Gegensatz zu anderen Linksplätzen verläuft der Platz nicht direkt am Meer, sondern zieht sich in 2 entgegengesetzt verlaufenden Schleifen entlang eines Hügels. Nicht mehr als 3 aufeinander folgende Löcher verlaufen daher in dieselbe Richtung, was zu ständigen Wechseln der Windrichtung in Bezug auf die Spielrichtung führt.

## The Honourable Company of Edinburgh Golfers
Die Honourable Company of Edinburgh Golfers, jetzt mit Sitz in Muirfield, gilt als einer der ältesten organisierten Golfclubs der Welt. 1744 wurde mit den 13 rules of play das erste Reglement für die Austragung eines Golfturniers niedergeschrieben. Dieser erste Wettkampf wurde noch auf dem sogenannten Leith Links Course nahe Edinburgh ausgetragen und durch John Rattray gewonnen, dem daraufhin auch die Ehre des ersten Clubkapitäns zuteilwurde.
1836 erfolgte der erste Umzug nach Musselburgh, wo mit dem neuen 9-Loch-Platz Musselburgh Old Course ein öffentlicher Golfplatz geschaffen wurde, der aber später den wachsenden Ansprüchen der Golfer nicht mehr entsprach und zu klein geworden war. 1891 baute der Club für die Ausrichtung der Open Championship einen neuen 18-Loch-Platz. Old Tom Morris konnte als Platzarchitekt gewonnen werden. Seit dieser Zeit hat der Platz bis Mitte der 1930er Jahre mehrere Umbauten erfahren und ist in seinem Entwurf seit dieser Zeit unverändert. Lediglich Veränderungen und Verlängerung der Abschläge zur Anpassung an die Entwicklungen im Schlägerbau wurden danach noch vorgenommen.

## The Open Championship
Die British Open wurde seit 1892 bereits 15-mal in Muirfield ausgetragen.
| Year | Sieger            | Nationalität       | Score | Score | Score | Score | Score      |
| Year | Sieger            | Nationalität       | R1    | R2    | R3    | R4    | Total      |
| ---- | ----------------- | ------------------ | ----- | ----- | ----- | ----- | ---------- |
| 1892 | Harold Hilton (a) | England            | 78    | 81    | 72    | 74    | 305        |
| 1896 | Harry Vardon      | Jersey             | 83    | 78    | 78    | 77    | 316 PO     |
| 1901 | James Braid       | Schottland         | 79    | 76    | 74    | 80    | 309        |
| 1906 | James Braid       | Schottland         | 77    | 76    | 74    | 73    | 300        |
| 1912 | Ted Ray           | Jersey             | 71    | 73    | 76    | 75    | 295        |
| 1929 | Walter Hagen      | Vereinigte Staaten | 75    | 67    | 75    | 75    | 292        |
| 1935 | Alf Perry         | Vereinigte Staaten | 69    | 75    | 67    | 72    | 283        |
| 1948 | Henry Cotton      | England            | 71    | 66    | 75    | 72    | 284 (−4)   |
| 1959 | Gary Player       | Südafrika          | 75    | 71    | 70    | 68    | 284 (E)    |
| 1966 | Jack Nicklaus     | Vereinigte Staaten | 70    | 67    | 75    | 70    | 282 (−2)   |
| 1972 | Lee Trevino       | Vereinigte Staaten | 71    | 70    | 66    | 71    | 278 (−6)   |
| 1980 | Tom Watson        | Vereinigte Staaten | 68    | 70    | 64    | 69    | 271 (−13)  |
| 1987 | Nick Faldo        | England            | 68    | 69    | 71    | 71    | 279 (−5)   |
| 1992 | Nick Faldo        | England            | 66    | 64    | 69    | 73    | 272 (−12)  |
| 2002 | Ernie Els         | Südafrika          | 70    | 66    | 72    | 70    | 278 (−6)PO |
| 2013 | Phil Mickelson    | Vereinigte Staaten | 69    | 74    | 72    | 66    | 281 (−3)   |

- (a) Amateurspieler

## The Senior British Open
Die Senior British Open Championship wurde 2007 erstmals in Muirfield ausgetragen.
| Year | Sieger     | Nationalität       | Score | Score | Score | Score | Score |
| Year | Sieger     | Nationalität       | R1    | R2    | R3    | R4    | Total |
| ---- | ---------- | ------------------ | ----- | ----- | ----- | ----- | ----- |
| 2007 | Tom Watson | Vereinigte Staaten | 70    | 71    | 70    | 73    | 284   |